# Arnoud de Pret Roose de Calesberg
Arnoud Alfred Marie Gaston Ghislain graaf de Pret Roose de Calesberg (Faulx-les-Tombes, 13 december 1944) is een Belgisch bedrijfsleider en bestuurder.

## Biografie

### Familie
Graaf Arnoud de Pret Roose de Calesberg is een zoon van graaf Philippe de Pret Roose de Calesberg (1908-1983) en gravin Marie-José de Liedekerke de Pailhe (1908-1992). Zijn vader nam deel aan het bobsleeën op de Olympische Winterspelen van 1936. Hij is een rechtstreekse afstammeling van Edmond Willems en Adolphe de Spoelberch, hoofdaandeelhouders van Brouwerij Artois. Hij is ook een achterkleinzoon van Gaston de Pret Roose de Calesberg, senator en burgemeester van Schoten.
Hij is gehuwd met Maureen le Sergeant d'Hendecourt, achterkleindochter van Octave le Sergeant d'Hendecourt. Ze hebben drie dochters:
- jonkvrouw Lavinia de Pret Roose de Calesberg (1977), trouwde met baron Charles-Antoine de Moffarts. Ze hebben twee kinderen.
- jonkvrouw Valentine de Pret Roose de Calesberg
- jonkvrouw Elinor de Pret Roose de Calesberg (1981), trouwde met prins Dimitri della Torre e Tasso (1977). Ze hebben twee kinderen.

### Carrière
De Pret Roose de Calesberg studeerde handelsingenieur aan de Université catholique de Louvain. Hij begon zijn carrière in 1972 bij Morgan Guaranty Company Trust in New York en maakte in 1978 de overstap naar Cockerill-Sambre, waar hij financieel directeur werd. Nog datzelfde jaar ging hij aan de slag bij Union Chimique Belge (UCB), waar hij financieel directeur werd. Van 1991 tot 2000 was hij financieel directeur van Umicore, waar hij van 2000 tot 2015 ook bestuurder was. Hij bekleedde ook bestuursmandaten bij de Generale Maatschappij, Delhaize (2002-2011), UCB (2005-2015) en Sibelco (2002-2015). Hij was van 2007 tot 2016 ook lid van de raad van toezicht van Euronext, waarvan hij van 2015 tot 2016 vicevoorzitter was. Hij is als investeerder actief in biotechnologiebedrijven en durfkapitaalfondsen.
In 2013 dook zijn naam op in de Panama Papers.
In 2015 was hij medeoprichter van de Fondation Pret Roose ter behoud van het familiaal historisch en cultureel erfgoed. Hij is tevens voorzitter van de stichting.
De Pret Roose de Calesberg trok in 2019 Gérard Lamarche, CEO van de Groupe Bruxelles Lambert, aan om zijn holding Multifin te leiden. Met Multifin controleert hij onder meer 10% van het biomedisch durfkapitaalfonds Fund+ dat door Désiré Collen werd opgericht en 15% van Rayvax, een tussenholding die aandelen van AB InBev controleerde voor de traditionele AB InBev-families. Het heeft ook een belang in het Luxemburgse cleantechbedrijf Oraxys.

### AB InBev
De Pret Roose de Calesberg was namens de Belgische sleutelaandeelhouders van AB InBev familiaal bestuurder van de brouwerij. Hij was bestuurder van AB InBev en haar voorgangers van 1990 tot 2011, wanneer hij werd opgevolgd door zijn achterneef Paul-Louis Cornet de Ways Ruart.
Hij was ook bestuurder van het Fonds Baillet Latour.